# Hoisten
Hoisten [ˌhoːsten] ist ein Stadtteil der Stadt Neuss im Rhein-Kreis Neuss. Die Einwohnerzahl beträgt 3092 auf einer Fläche von 2,69 km² (Stand 31. Dezember 2021).

## Lage
Hoisten grenzt im Norden an Weckhoven, im Osten an den Hummelbach und an Bettikum, im Süden an die Stadt Grevenbroich, und im Westen an den Gillbach und an die Orte Speck und Wehl. Hoisten hat eine Fläche von 2,69 km².

## Geschichte

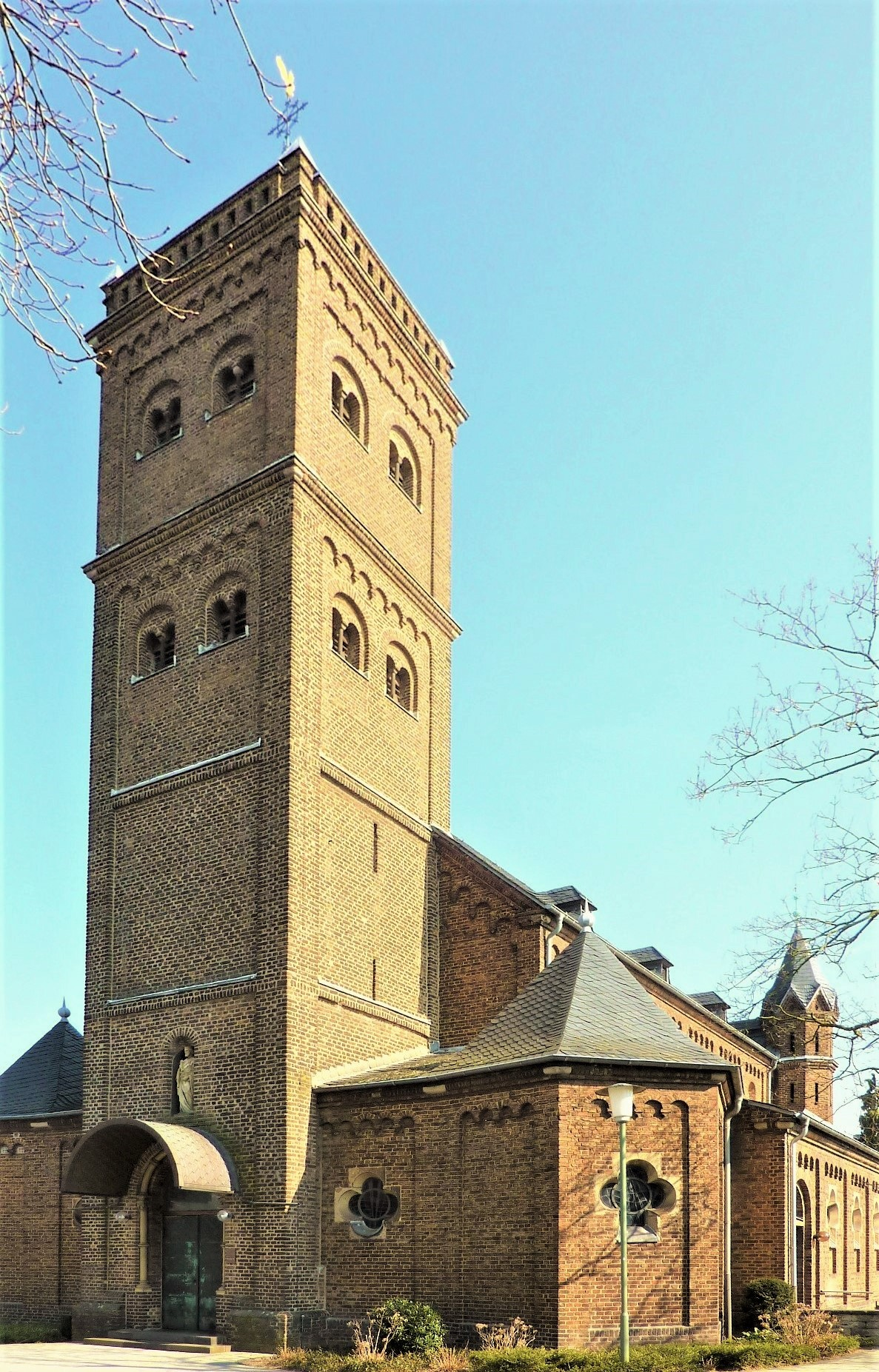
Pfarrkirche St. Peter

Im Gebiet des Altrheins am Gohrer Berg zwischen Hoisten und Gohr konnten Einzelstücke aus der Steinzeit und Bronzezeit gefunden werden. Die Abbildungen sind im Buch Hoistadensis 2000 von Marianne Philipp zu finden. Im Schulgarten in Hoisten wurde eine Münze des oströmischen Kaisers Herakleios (610–641) aus den Jahren 612/613 entdeckt. In einer Urkunde aus dem Jahre 818 wurde das „Land des heiligen Petrus“ an das Kloster Werden übertragen. Vermutlich handelt es sich hierbei um das Gebiet der späteren katholischen Pfarrkirche St. Petrus. Der Name Hoisten soll von dem Namen Hochstaden herkommen und Sitz der Dynastie Hoistadensis gewesen sein. Im 13. Jahrhundert wurde der Name Hovesteden erwähnt, was so viel wie Hofstätte bedeutet. Damals gehörte der Ort den Herrn vom Helpenstein. Im 14. Jahrhundert war Hoisten im Besitz der Herrn von Blankenheim und kam im Jahre 1415 an die Herzöge von Jülich und bildete damit eine Enklave in Kurköln. Die St.-Peter-Kirche wurde bereits im Jahre 1300 erwähnt. Im Dreißigjährigen Krieg wurde der Ort schwer heimgesucht und die Menschen flohen in die umliegenden Wälder. Im Jahre 1794 besetzten die Franzosen Hoisten. Der Ort kam nun an den Kanton Elsen. 1799 hatte Hoisten 375 Einwohner, davon waren 236 zwölf Jahre und älter. 1815 kam Hoisten an das Königreich Preußen und 1816 an die Bürgermeisterei Hülchrath, die später in Gemeinde Neukirchen umbenannt wurde. Am 1. Januar 1975 wurde Hoisten von Neukirchen in die Stadt Neuss umgemeindet.

### Einwohnerentwicklung
- 2004: 3304 Einwohner. Die Bevölkerung ist älter als sonst in der Stadt Neuss: In der Altersgruppe von 45 bis 64 Jahre macht ihr Anteil 29,1 % aus, während sie bei der Stadt Neuss 26,4 % ausmacht. In der Altersgruppe der ab 65-Jährigen beträgt der Anteil in Hoisten 20,7 % und bei der Stadt Neuss 18,2 %.
- 2007: 3256 Einwohner[4]
- 2008: 3243 Einwohner
- 2011: 3175 Einwohner
- 2014: 3152 Einwohner (Stand 30. Juni 2014)[5]
- 2023: 3132 Einwohner

## Verkehr
Hoisten wird von den Buslinien 844, 878 und SB53 angefahren. Damit ist eine Verbindung nach Grevenbroich, ins Neusser Zentrum, zum S-Bahnhof Norf und Allerheiligen, zum Universitätskampus der Heinrich-Heine-Universität in Düsseldorf sowie in weitere südliche Neusser Stadtteile gegeben. Ergänzt werden die Buslinien durch den Shuttleservice der Stadt Neuss, der unter dem Namen NEmo Shuttle läuft, und eine Anbindung an nicht durch Buslinien bediente Stadtteile im Neusser Süden dient.

## Infrastruktur
- Gewerbegebiet mit 50 Unternehmen, in denen rund 300 Mitarbeiter arbeiten
- Kindergarten
- Historische Gaststätte „Am Goldacker“
- Gemeinschaftsgrundschule Richard-Schirmann-Schule
- Freiwillige Feuerwehr Löschzug Hoisten
- Gaststätte „Op de Eck“
- Café „Hofcafé Ehl“
- Windenergieanlagen Neuss-Hoisten

## Persönlichkeiten
- Wolfgang Hohlbein, Fantasy-Buch Autor, wohnt mit seiner Familie in Hoisten